# Sukosari (Kauman)
Sukosari is een bestuurslaag in het regentschap Ponorogo van de provincie Oost-Java, Indonesië. Sukosari telt 1196 inwoners (volkstelling 2010).